# Polyosma discolor
Polyosma discolor är en tvåhjärtbladig växtart som beskrevs av Henri Ernest Baillon. Polyosma discolor ingår i släktet Polyosma och familjen Escalloniaceae. Inga underarter finns listade i Catalogue of Life.